# رادوسلاف سوبوليفسكي
رادوسلاف سوبوليفسكي (بالبولندية: Radosław Sobolewski)‏ (مواليد 13 ديسمبر 1976) هو لاعب كرة قدم. يلعب مع منتخب بولندا لكرة القدم. سبق له أن لعب في كأس العالم لكرة القدم مع منتخب بلاده.

## روابط خارجية
- رادوسلاف سوبوليفسكي على موقع الاتحاد الدولي (مؤرشف)  (الإنجليزية)
- رادوسلاف سوبوليفسكي على موقع الاتحاد الأوربي (الإنجليزية)
- رادوسلاف سوبوليفسكي على موقع قاعدة بيانات كرة القدم.إي يو (الإنجليزية)
- رادوسلاف سوبوليفسكي على موقع ناشيونال فوتبول تيمز (الإنجليزية)
- رادوسلاف سوبوليفسكي على موقع Soccerway.com (الإنجليزية)
- رادوسلاف سوبوليفسكي على موقع عالم كرة القدم.نت (الإنجليزية)